# 佩克 (密歇根州)
佩克（英語：Peck）是位於美國密歇根州薩尼拉克縣埃爾克鎮區的一個村。

## 人口
根據2020年美國人口普查的數據，佩克的面積為2.69平方千米，當中陸地面積為2.69平方千米，而水域面積為0.00平方千米。當地共有人口593人，而人口密度為每平方千米220人。